# فرانک تریگ
فرانک تریگ (انگلیسی: Frank Trigg؛ زادهٔ ۷ مهٔ ۱۹۷۲) جودوکار، کشتی‌گیر کشتی حرفه‌ای و داور هنرهای رزمی ترکیبی اهل ایالات متحده آمریکا است. وی بین سال‌های ۱۹۹۷ تا ۲۰۱۱ میلادی فعالیت می‌کرد.